# Colum McCann
Colum McCann   (Dublín, 28 de febrer de 1965) és un escriptor irlandès de ficció literària establert a Nova York. És el cofundador i president de Narrative 4, una organització internacional sense ànim de lucre d'educació en l'empatia.
El treball de McCann s'ha publicat en més de 40 idiomes, i ha aparegut a The New York Times, New Yorker, Esquire, Paris Review, The Atlantic Monthly, Granta i en altres publicacions internacionals.

## Trajectòria
Entre 1986 i 1988 va fer un viatge en bicicleta a través dels Estats Units, recorrent 12.000 quilòmetres per a «expandir els meus pulmons emocionalment» i entrar en contacte amb «una autèntica democràcia de veus». Durant el viatge, va conviure amb nadius americans a Gallup, va viure amb el poble amish a Pennsilvània, va reparar bicicletes a Colorado i va cavar séquies per ajudar a combatre els incendis a Idaho. Va descobrir que la gent que va trobar-se li confiava els seus secrets més profunds, tot i que s'acabaven de conèixer. McCann atribueix a aquestes veus el desenvolupament de la seva capacitat d'escoltar a altres persones. El 1988, es va traslladar a Brenham on va treballar com a educador social amb joves delinqüents.
El 1993, McCann es va traslladar al Japó amb la seva esposa Allison, amb qui s'havia casat l'any anterior. La parella va ensenyar anglès i McCann va treballar per acabar la seva primera col·lecció de contes, Fishing the Sloe-Black River, i va començar la seva primera novel·la, Songdogs. Després d'un any i mig, la parella es va traslladar a Nova York, on encara viuen amb els seus tres fills. El 1994, després de la publicació de Fishing the Sloe-Black River, McCann va guanyar el premi Rooney, que s'atorga a un «escriptor irlandès emergent menor de quaranta anys» amb «una obra excepcional».
Durant la dècada del 1990, McCann va escriure obres de teatre i guions de pel·lícules, inclòs el biopic de Veronica Guerin When the Sky Falls i l'obra Flaherty's Windows, que va romandre sis setmanes a l'Off-Broadway. This Side of Brightness (1998) va ser el primer best-seller internacional de McCann. La novel·la gira al voltant del Metro de Nova York, seguint els sandhogs que van construir els seus túnels a principis dels anys 1900 i les persones sense llar que hi vivien als anys 1980.
L'any 2000 McCann va publicar Everything in This Country Must, una col·lecció de dos contes i una novel·la sobre The Troubles. Gary McKendry en va fer una adaptació cinematogràfica el 2004 que va ser nominada a l'Oscar al millor curtmetratge als 77è Premis de l'Acadèmia.
La següent novel·la de McCann, Dancer, va ser un relat de ficció de la vida de Rudolf Nuréiev. Per a la seva novel·la Zoli (2006), va ampliar temes explorats anteriorment com l'exili, l'exclusió social, l'empatia i la ficció d'esdeveniments històrics. El personatge principal està inspirat en la poeta i cantant polonesa Papusza.
El setè llibre de McCann (la seva cinquena novel·la) el va posar en el punt de mira internacional. Let the Great World Spin està ambientat el 7 d'agost de 1974, el matí en què Philippe Petit va caminar per un cable alt entre les Torres Bessones del World Trade Center a la ciutat de Nova York.
Amb Let the Great World Spin McCann va guanyar el National Book Award for Fiction 2009, el primer escriptor irlandès que es va emportar el premi. La novel·la també va guanyar el Premi Internacional de Literatura IMPAC de Dublín el 2011, entre d'altres.
Cada setmana durant el 2016, McCann va escriure una publicació al seu blog donant un consell als joves escriptors. La col·lecció editada, Letters to a Young Writer, va ser publicada per Random House el 2017. El 2019, va tornar a l'escriptura teatral, col·laborant amb Aedin Moloney per a escriure Yes! Reflexions de Molly Bloom. L'espectacle està adaptat de la novel·la Ulisses de James Joyce i se centra en el soliloqui de Molly Bloom.
«Els millors escriptors intenten convertir-se en historiadors alternatius», va afirmar McCann: «el meu sentit de la Gran Depressió està guiat per les obres d'E. L. Doctorow, per exemple. La meva percepció de Dublín a principis del segle XX està gairebé totalment guiada per la meva lectura d'Ulisses». Edna O'Brien va declarar a The New York Times que escolliria McCann per a escriure la història de la seva vida. El papa Francesc va citar-lo a l'epíleg del llibre La tessitura del mondo (2022), compartint les paraules de McCann que narrar històries és «un dels mitjans més poderosos que tenim per canviar el nostre món i la nostra gran democràcia».

### Narrative 4
Després del tiroteig de l'Escola Primària de Sandy Hook el desembre de 2012, dos professors de literatura de la Newtown High School van escriure a McCann dient-li que creien que Let The Great World Spin podria ajudar els seus estudiants a superar el dolor i el trauma. A principis de 2013, McCann va enviar als professors 68 exemplars del seu llibre i va anar a Newtown per reunir-se amb l'alumnat.
La base de Narrative 4 és l'intercanvi d'històries. En aquest exercici, els grups es divideixen en parelles. Per parelles, cada persona explica a l'altra una història sobre si mateixa. Després tornen al grup més gran i expliquen la història de l'altre en primera persona, com si els hagués passat a ells. McCann afirma que les persones sovint diuen no tenir una història per a explicar, però no és així, car tothom té una història per a compartir. Nombrosos d'estudis científics han provat que l'intercanvi d'històries fa augmentar l'empatia i fomenta «accions prosocials».

## Obra publicada

### Novel·les
- Songdogs, Phoenix, 1995. ISBN 1897580282
- This Side of Brightness, Picador, 1998. ISBN 0312421974
- Dancer, Picador Modern Classics, 2003. ISBN 9781250051790, OCLC 830020868
- Zoli, Random House, 2006. ISBN 1400063728
- Let the Great World Spin, Random House, 2009. ISBN 9781408803226, OCLC 893296551
- TransAtlantic, Random House, 2013. ISBN 9781400069590, OCLC 852653036
- Apeirogon, Random House, 2020. ISBN 9781400069606
- Twist, Random House, 2025.[37]

### Contes
- Fishing the Sloe-black River.  Londres: Phoenix House, 1994. ISBN 9780312423384. OCLC 54798875.
- Everything in this Country Must, Picador, 2000. ISBN 0312273185
- Thirteen Ways of Looking. New York: Random House, 2015. ISBN 9780812996722, OCLC 966414193

### No ficció
- American Mother (coescrit amb Diane Foley), Etruscan Press, 2024[38]

- Letters to a Young Writer: Some Practical and Philosophical Advice. Harper Collins, 2017. ISBN 9780399590801.[39]

## Traduccions al català
- En la foscor.  Columna, 2000. ISBN 978-84-8300-905-5.
- Que el món no pari de rodar. Traducció: Anna Turró Armengol, 2010. ISBN 9788474106855.
- Apeirògon. Traducció: Marta Pera Cucurell.  L'Altra Editorial, 2021. ISBN 978-84-123229-9-6.[40]
- Cartes a un jove escriptor. Traducció: Marta Pera Cucurell.  L'Altra Editorial, 2023. ISBN 978-84-126201-2-2.